# Centrale nucléaire de Xuwei
La centrale nucléaire de Xuwei est un projet de centrale nucléaire chinoise dans la province du Jiangsu en Chine.
Le propriétaire, constructeur et exploitant de la centrale serait la CNNC.
Il s'agit du premier projet de centrale nucléaire couplant des réacteurs à eau pressurisée (REP) de génération III+, avec un réacteur à très haute température (VHTGR) de génération IV. La centrale fonctionnerai en cogénération avec la production d'électricité ainsi que la production de vapeur à très haute température pour l'industrie alentour.

## Historique
Le projet est approuvé par le Conseil d'État chinois en août 2024. Il s'agit du premier projet de centrale nucléaire couplant deux  réacteurs à eau pressurisée (REP) de génération III+ et de modèle chinois Hualong-1 (1 100 MWe chacun) ; avec un réacteur à très haute température (VHTGR) de génération IV. La centrale fonctionnera en cogénération avec la production d'électricité ainsi que la production de vapeur à très haute température afin de décarboner industrie alentour. L'eau de mer sera désalinisée puis vaporisée une première fois à l'aide de la chaleur du circuit primaire des réacteurs Hualong-1. Cette vapeur sera menée à saturation grâce à un deuxième réchauffage au contact du circuit primaire du réacteur au gaz à très haute température,.
CNNC estime que cette centrale pourrait éviter la consommation annuelle de 7,26 millions de tonnes de charbon, soit l'émission de 19,6 millions de tonnes de CO2 dans l'atmosphère. Le début de construction est annoncé pour 2025,.

## Caractéristiques des réacteurs
Les réacteurs no 1 et 2 sont des réacteurs à eau pressurisée de troisième génération de conception chinoise et de modèle Hualong-1 (ou HPR-1000). Leur puissance électrique nette est de 1 100 MWe.
Le réacteur no 3 est un réacteur à très haute température de quatrième génération, de conception chinoise.

### Définition
Les caractéristiques des réacteurs sont données dans le tableau ci-après, les données sont principalement issues de la base de données PRIS (Power Reactor Information System) de l’Agence internationale de l'énergie atomique (AIEA).
Base de données établie par l'AIEA qui définit ainsi les termes :
- La puissance nette correspond à la puissance électrique délivrée sur le réseau et sert d'indicateur en termes de puissance installée,
- La puissance brute correspond à la puissance délivrée par l'alternateur (= puissance nette augmentée de la consommation interne de la centrale),
- La puissance thermique correspond, à la puissance délivrée par la chaudière nucléaire

Le début de construction correspond à la date de coulage des fondations du bâtiment réacteur. Une tranche (nom utilisé pour un réacteur complet) est considérée comme opérationnelle après son premier couplage au réseau. La mise en service commercial est le transfert contractuel de l’installation du constructeur vers le propriétaire ; en principe après réalisation des tests réglementaires et contractuels et après fonctionnement continu à 100 % pendant une durée définie au contrat de construction.
| Nom du réacteur | Filière | Modèle   | Puissance   | Puissance   | Puissance        | Exploitant | Maitre d'œuvre | Début construction | 1re divergence | Raccordement au réseau | Mise en service commercial |
| Nom du réacteur | Filière | Modèle   | Nette [MWe] | Brute [MWe] | Thermique [MWth] | Exploitant | Maitre d'œuvre | Début construction | 1re divergence | Raccordement au réseau | Mise en service commercial |
| --------------- | ------- | -------- | ----------- | ----------- | ---------------- | ---------- | -------------- | ------------------ | -------------- | ---------------------- | -------------------------- |
| XUWEI-1         | REP     | HPR-1000 | ~1 100      | ~1 200      | ~3 180           |            | CNNC           |                    |                |                        |                            |
| XUWEI-2         | REP     | HPR-1000 | ~1 100      | ~1 200      | ~3 180           |            | CNNC           |                    |                |                        |                            |
| XUWEI-3         | HTGR    |          |             |             |                  |            | CNNC           |                    |                |                        |                            |